# نوما ۱۵۸۵۴
سیارک ۱۵۸۵۴ (به انگلیسی: 15854 Numa، نامگذاری:1996CX2) پانزده هزار و هشتصد و پنجاه و چهارمین سیارک کشف شده‌است که در ۱۵ فوریه ۱۹۹۶ کشف شد.
قدر مطلق سیارک برابر ۱۲.۹ است.